# Débarquement d'Al Hoceïma
Guerre du Rif
Batailles

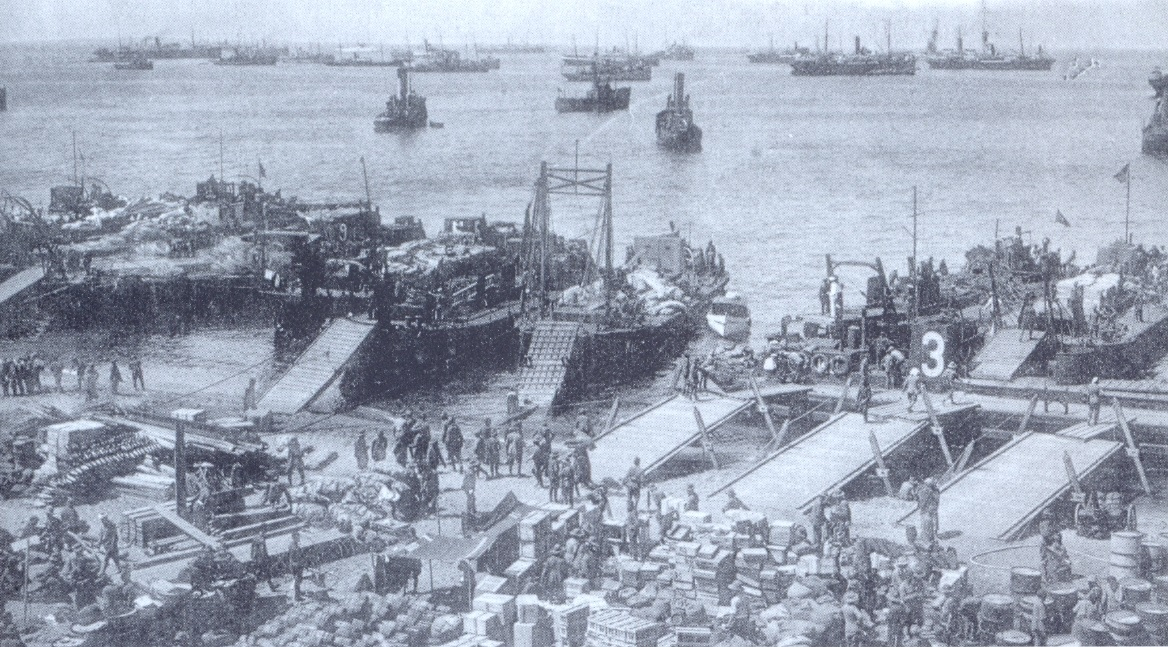
Débarquement d'Al Hoceïma.

Le débarquement d'Al Hoceïma est un débarquement militaire effectué le 8 septembre 1925 pendant la guerre du Rif par l'armée espagnole avec l'aide de la flotte et l'aviation française dans la baie d'Al Hoceïma, dans le nord-est du Maroc. Il est considéré comme le premier débarquement aéronaval de l'histoire,,,.

## Contexte
La guerre du Rif faisait rage depuis maintenant un peu plus de 4 ans. À la suite du désastre d'Anoual en 1921, les Espagnols n'avaient pas réussi à venir à bout de la résistance rifaine conduite par Abdelkrim el-Khattabi,,.
Les Rifains avaient même réussit à libérer, la ville de Chefchaouen en 1924 et ils étaient aux portes de Tétouan qu’ils tentaient de libérer aussi,,.
Par ailleurs, les troupes d'Abdelkrim avaient lancé une offensive de grande ampleur sur la zone française au Maroc. Elles avaient balayé les postes français de la vallée de l'Ouergha et étaient arrivées à 40 km de Fès, capitale du pays. Taza aussi était dans le viseur d’Abdelkrim,, .
En raison de son incompétence à repousser les Rifains, le maréchal Hubert Lyautey avait été remplacé par le maréchal Pétain, le vainqueur de Verdun. Près de 400 000 troupes françaises avaient été dépêchées pour venir à bout d'Abdelkrim,,.
Français et Espagnols avaient compris que pour venir à bout d’Abdelkrim, il fallait qu’ils unissent leurs forces. Cette alliance avait été symbolisée par la rencontre entre le Maréchal Pétain et le dictateur espagnol Miguel Primo de Rivera à Tanger,,.
Un plan fut convenu. Pendant que les Français attaqueraient par le sud, les Espagnols devaient débarquer dans le Nord, sur la côte d’Al Hoceïma afin de submerger les combattants rifains. Le but était d’attaquer le Rif central, bastion d’Abdelkrim, et de prendre Ajdir,,.
Al Hoceïma fut donc désignée pour être le lieu d’un débarquement militaire. Le plan consistait à faire débarquer 16300 soldats espagnols grâce à 63 navires en plus de 33 navires militaires espagnols et 8 navires militaires français,,. Plus de 100 avions devaient soutenir le débarquement en bombardant les positions rifaines,,.
Du côté rifain, la guerre avait causé d’innombrables souffrances. Les bombardements chimiques avaient terrifié les populations civiles, la faim, le typhus faisaient tous les jours de nombreuses victimes, sans compter les hommes qui tombaient au combat quotidiennement,,.
Mais la volonté de résistance restait forte parmi les Rifains, qui refusaient de baisser les armes. Mais face au débarquement, les Rifains, qui devaient combattre sur plusieurs fronts, ne pouvaient aligner que 5000 combattants,,.

## Le débarquement

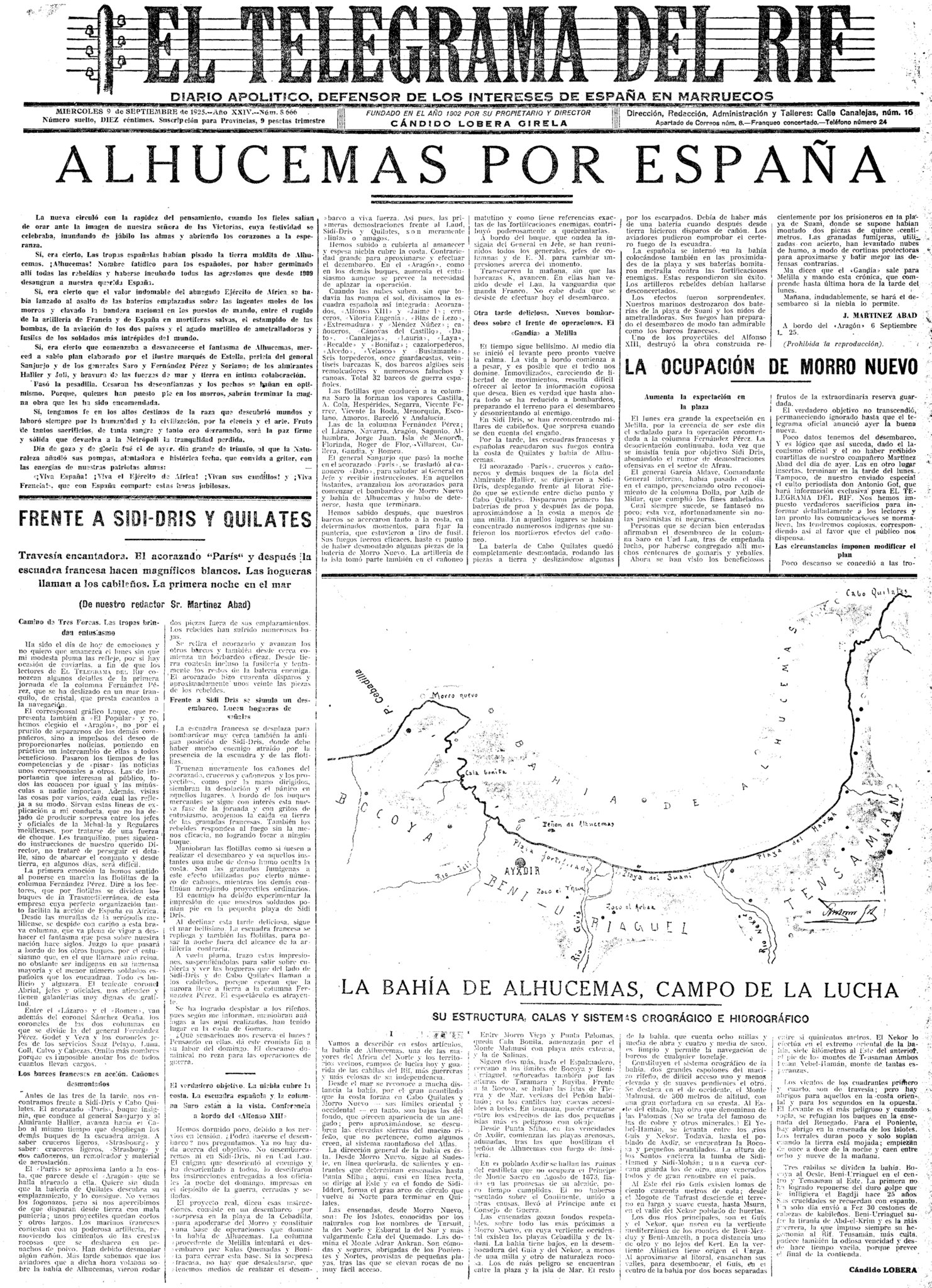
Une du journal El Telegrama del Rif du 9 septembre 1925 sur le débarquement d’Al Hoceima.

Le 8 septembre 1925, l’opération commença. Un bombardement d’artillerie frappa toute la côte d'Al Hoceïma afin d’affaiblir les défenseurs rifains. Puis les troupes espagnoles furent débarquées en masse sur la célèbre plage de Cebadilla, dont le nom rifain est « Tahjarout »,,.
Les Rifains s’attendaient à un débarquement, mais comme la côte rifaine est longue, ils ne savaient pas où les Espagnols allaient frapper précisément. C’est pourquoi les Espagnols ont pu débarquer sur la plage avec une relative facilité,,.
Au 10 septembre 1925, 9000 soldats espagnols avaient débarqué. Mais le terrain derrière la plage était montagneux, et pour avancer plus loin, il fallait combattre les Rifains retranchés dans les ravins et les collines,,.
Du côté rifain, c’était l’alarme. Il fallait repousser à tout prix ce débarquement, mais le rapport de force était trop déséquilibré. Néanmoins Abdelkrim avait appelé les Rifains à combattre jusqu’à la mort,,.
Abdelkrim aurait proclamé selon une source : « Y a-t-il oui ou non ici des gens prêts à mourir ? Vous m’aviez déclaré que si l’Aromi pénétrait sur votre sol vous étiez décidés à mourir tous. Eh bien voici l’Aromi. Êtes-vous résolus à mourir ? »,,
Malgré le manque d’armes, la fatigue d’une guerre qui avait duré des années, nombreux furent ceux qui parmi les Rifains allèrent vers une mort certaine. Ceux qui n’avaient pas de fusils furent munis de grenades à mèches,,.
Les combattants rifains qui affrontèrent le débarquement venaient principalement des Ait Ouriaghel, des Ibqoyen, des Temsamane, des Aït Touzine et des Ait Itteft, qui étaient les plus proches d'Al Hoceïma,,.
La résistance rifaine fut féroce. Les Rifains lancèrent de nombreuses contre-attaques, qui furent toutes repoussées avec de lourdes pertes. Ils se battaient avec l’ardeur du désespoir,,.
Dans les grottes, les ravins, les combats se déroulaient au corps à corps, à la baïonnette. On raconte que les derniers défenseurs rifains du mont Malmousi durent être achevés à coup de poignard par les soldats espagnols car ils continuaient de tirer même en étant blessés,,.
Ce n’est que le 23 septembre que le général Manuel Goded put prendre la plage de Quémado. Francisco Franco et ses hommes avaient réussi à prendre le mont Malmousi après des combats acharnés,,.
Le 2 octobre, les troupes espagnoles entrèrent dans Ajdir, capitale d’Abdelkrim, où elles brûlèrent la mosquée centrale, causant la consternation des Rifains. Tout rifain capturé était exécuté,,.
Pendant ce temps, le 10 septembre 1925, les troupes du Maréchal Pétain avaient lancé une offensive sur tout le Rif à partir du Sud,,.
Avec sa capitale prise, Abdelkrim dut se réfugier plus au Sud, vers Tamasint. La guerre allait continuer encore plus d’un an mais avec les Français qui remontaient vers le Nord en direction des Ibdarsen, des Igzennayen, des Ait Ammart et des Sanhadja de Srayr,,.
Les Espagnols maintenant solidement positionnés à Ajdir, les Rifains étaient plus que jamais encerclés,,.

## Corrélats
- Guerre du Rif
- Carrière militaire de Francisco Franco au Maroc